# Table de Thulé
La table de Thulé est une montagne des îles Kerguelen située au centre-ouest de la Grande Terre et culminant 932 m d'altitude.

## Toponymie
La table de Thulé a été dénommée en 1961 par le glaciologue Albert Bauer lors de ses études du glacier Cook et prend son nom en référence à une montagne d'aspect similiaire au nord du Groenland près de la base aérienne de Thulé.

## Géographie
La table de Thulé est située juste au nord de la calotte glaciaire Cook, qui vient buter à sa base méridionale et dont elle marque la limite septentrionale, avec le glacier Agassiz s'épanchant au nord-est vers le mont du Givre.